# Jezioro

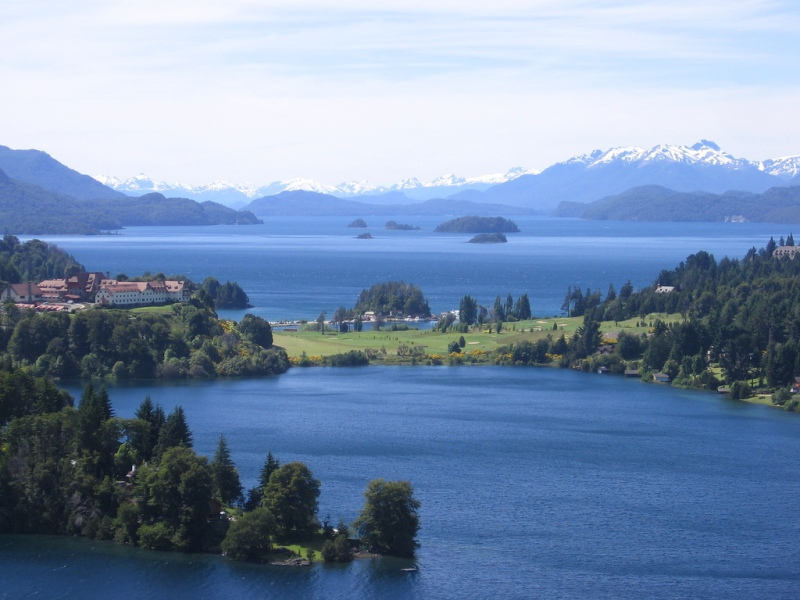
Jezioro w Bariloche (Argentyna)

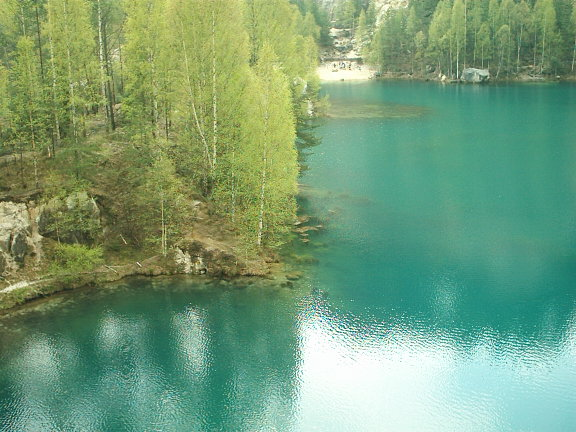
Przykład jeziora w czeskim Adršpachu

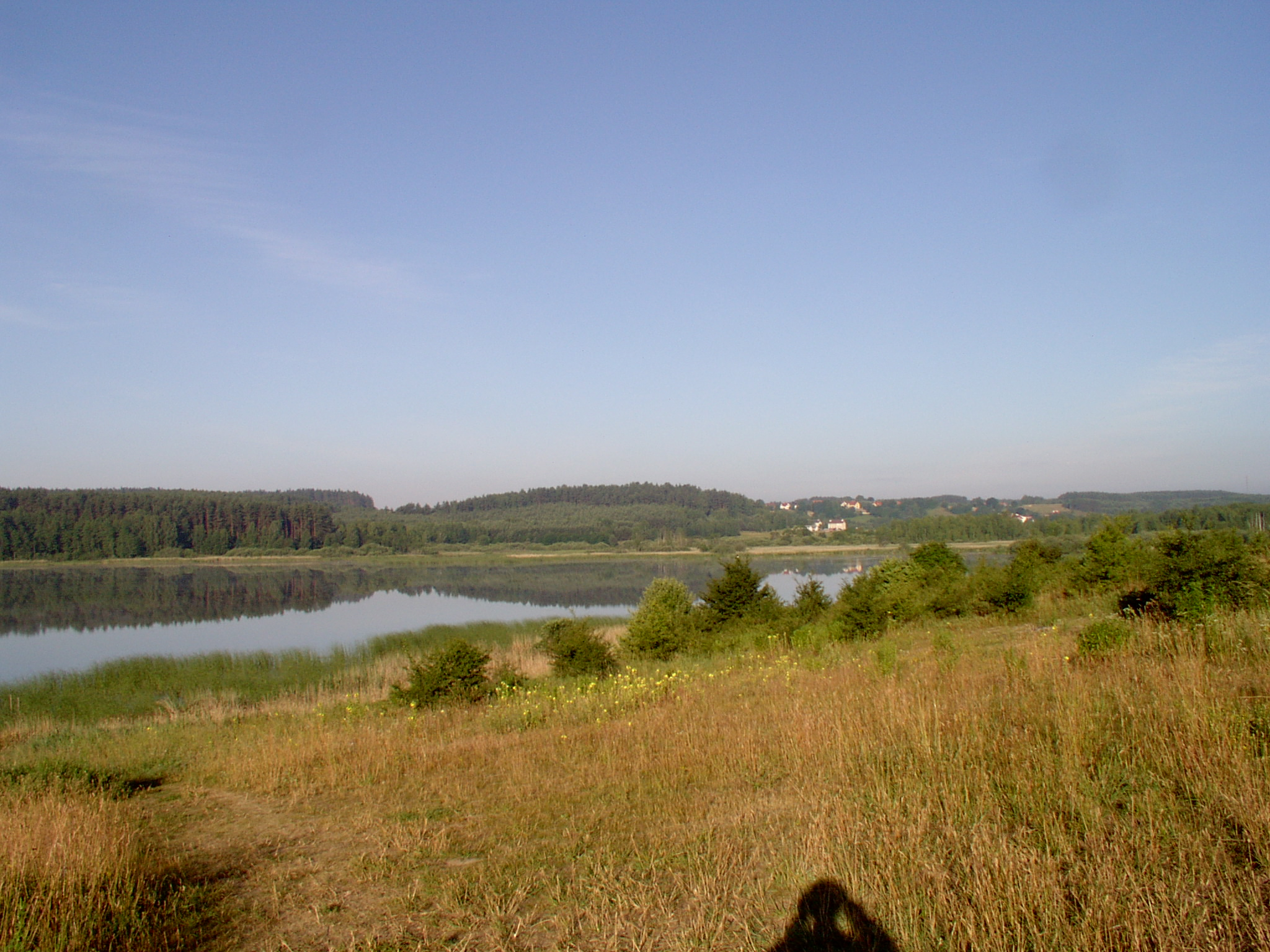
Przykład jeziora polodowcowego

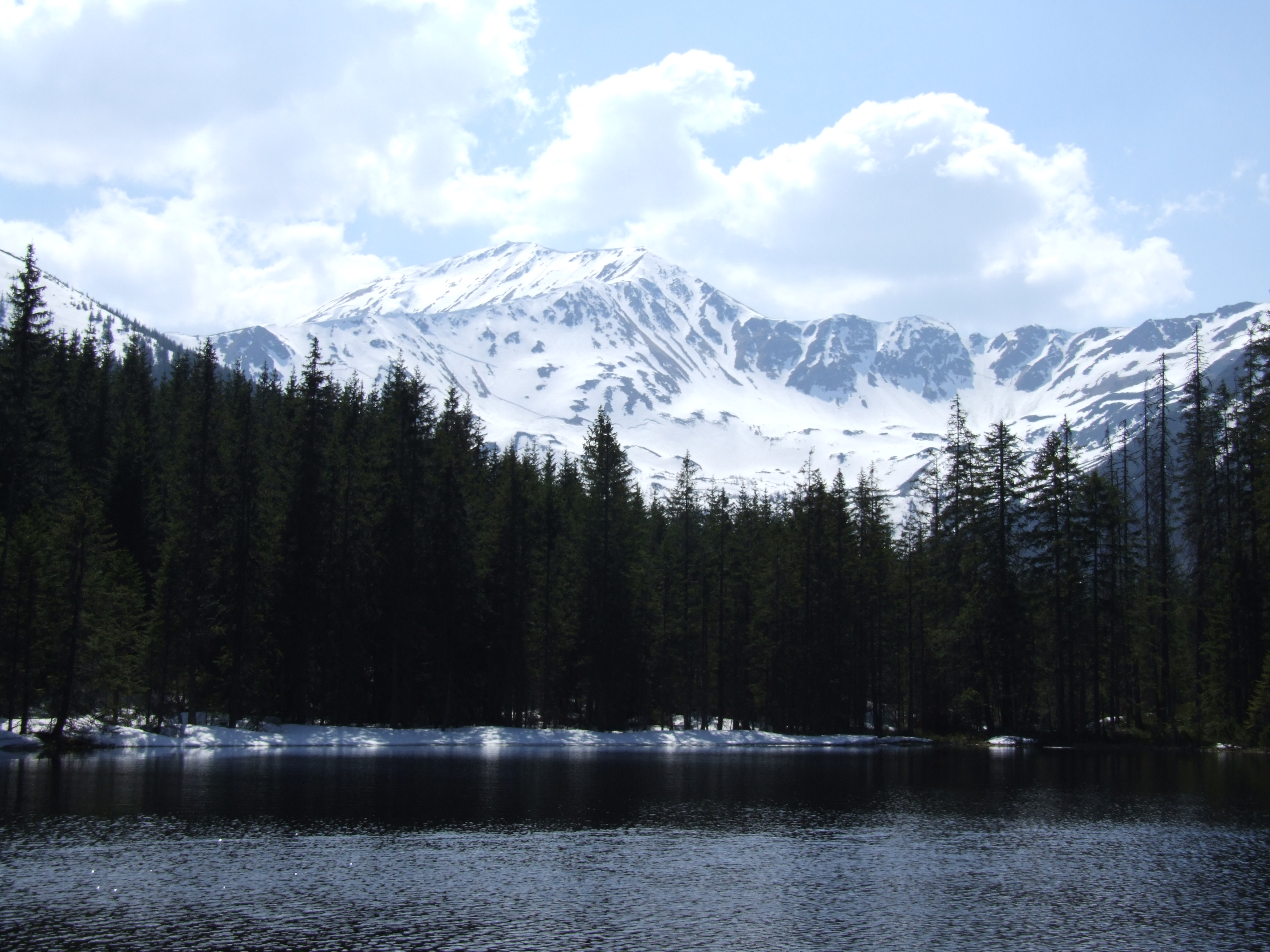
Smreczyński Staw, jezioro morenowe w Tatrach Zachodnich

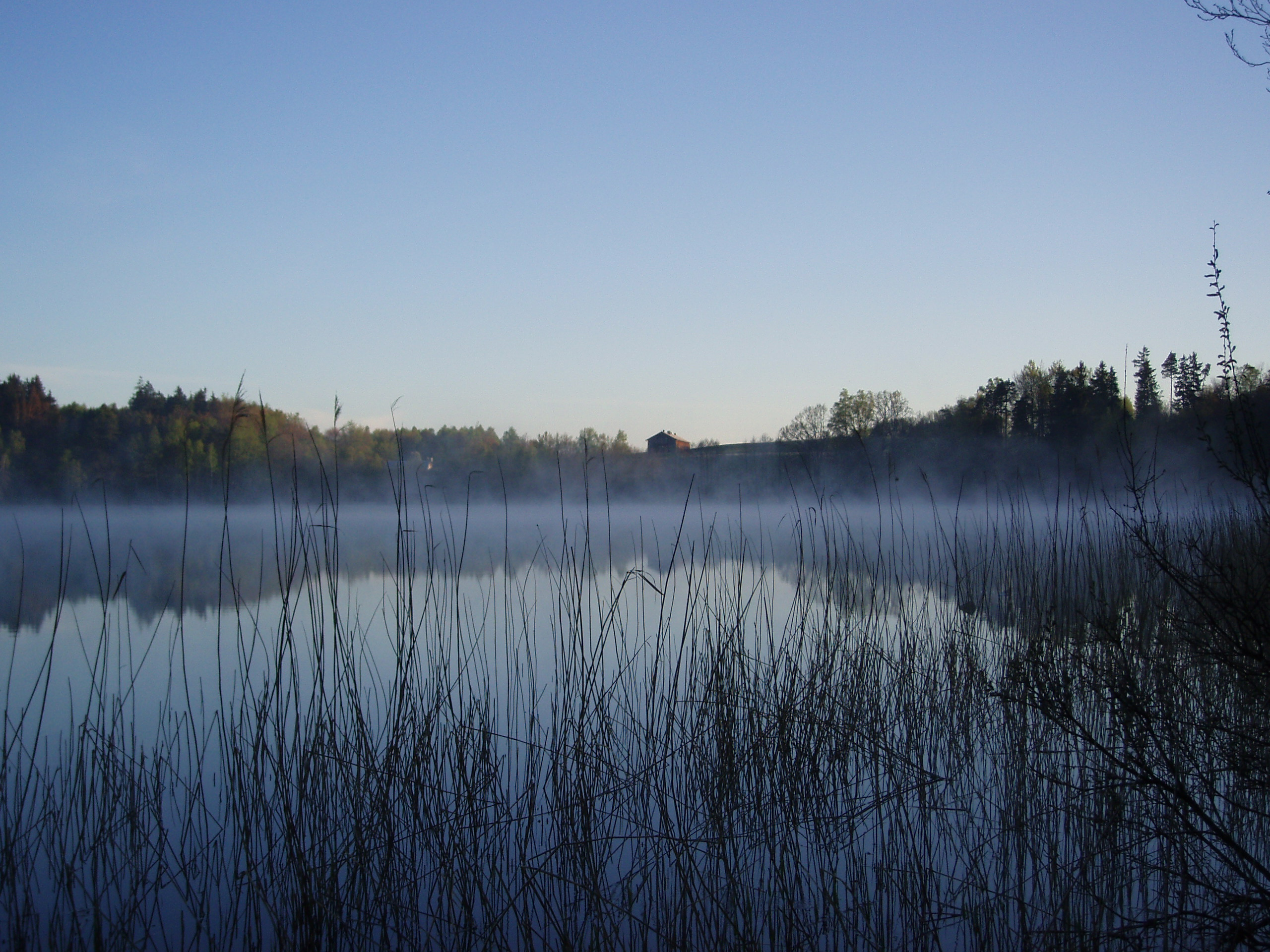
Jezioro lobeliowe na Pomorzu

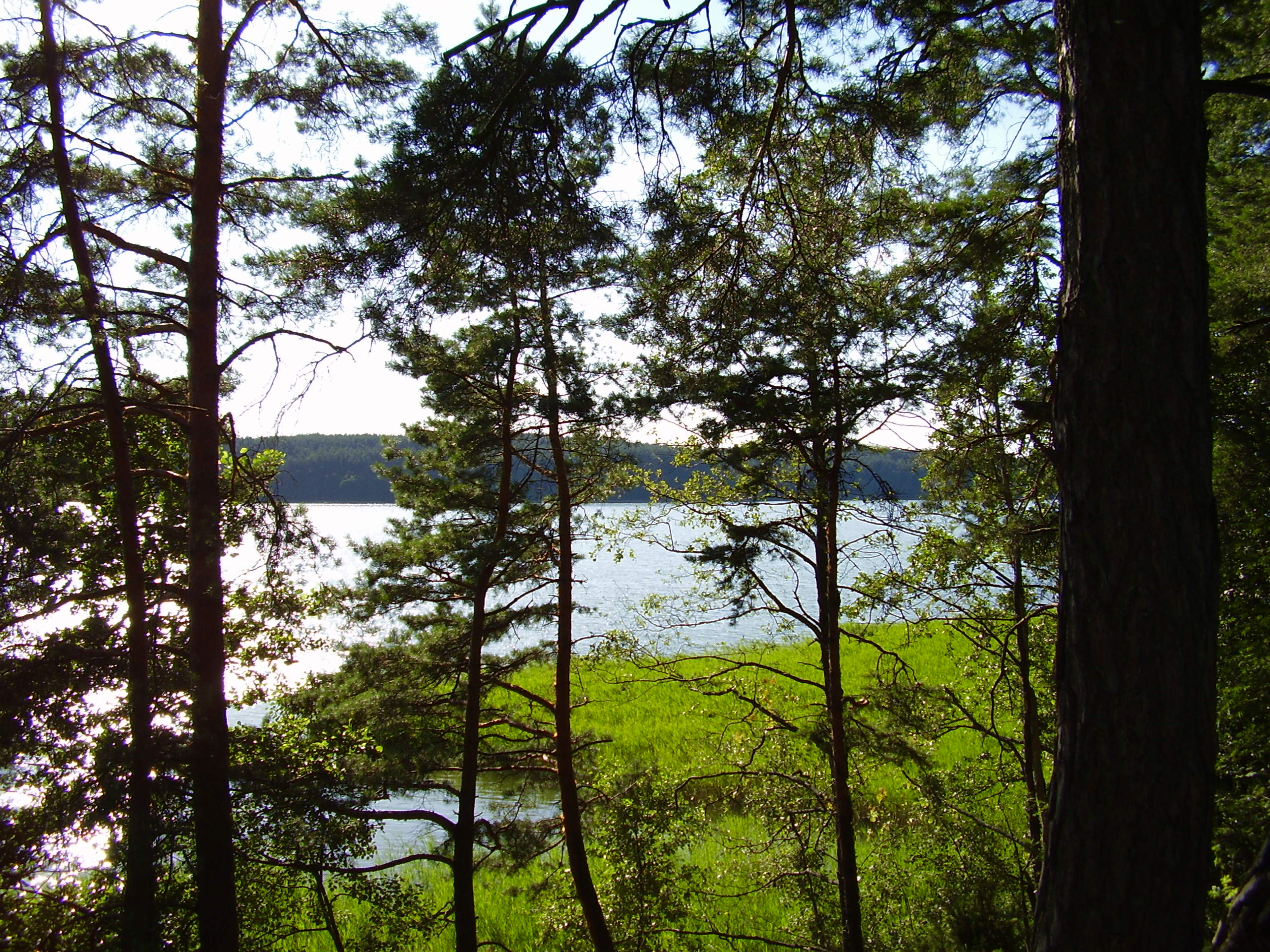
Jezioro eutroficzne

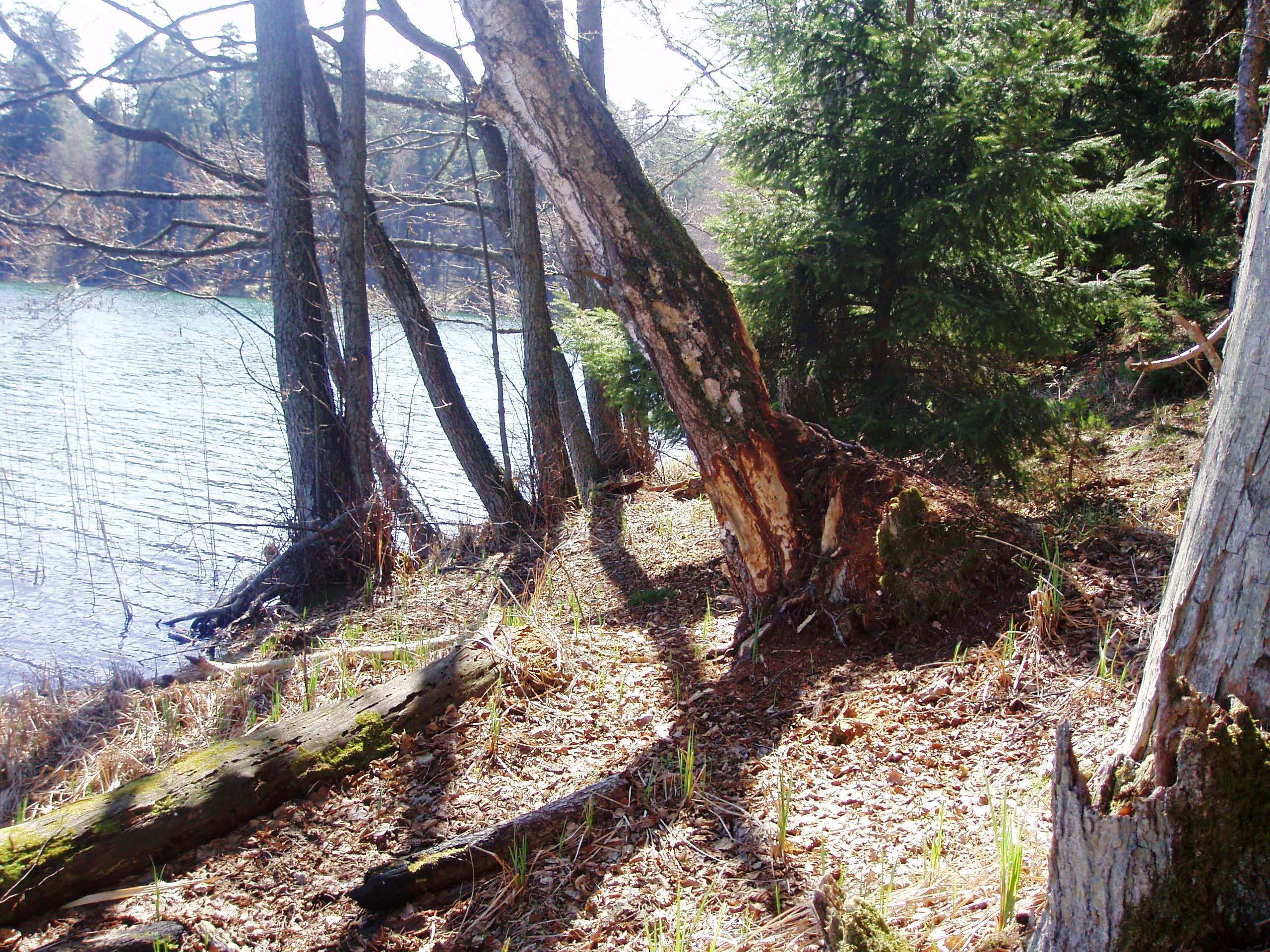
Litoral jeziora śródleśnego

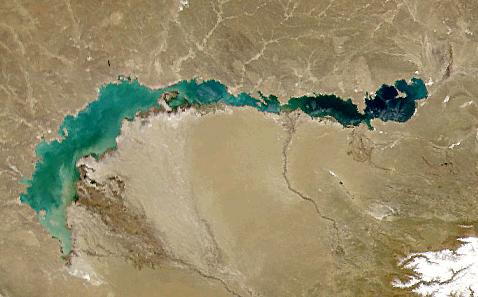
Jezioro Bałchasz w Kazachstanie

Jezioro – naturalny śródlądowy zbiornik wodny, którego występowanie uwarunkowane jest istnieniem zagłębienia (misy jeziornej), w którym mogą gromadzić się wody powierzchniowe, oraz zasilaniem przewyższającym straty wody wskutek parowania lub odpływu. Większość jezior występuje na obszarach zajmowanych niegdyś przez lodowiec. Woda z topniejącego lodowca wypełniała doliny i tworzyła jeziora. Powstanie mis jeziornych wiąże się przede wszystkim z procesami geologicznymi. Zasilanie zależy natomiast przede wszystkim od warunków klimatycznych. Jezioro różni się od stawu występowaniem strefy afotycznej – światło nie dociera do dna, uniemożliwiając tam rozwój roślinności.

## Opis ogólny
Na Ziemi jest około 117 milionów jezior. Największe i najgłębsze są jeziora pochodzenia tektonicznego. Jest w nich zgromadzonych ponad 95% zasobów wód jeziornych. Wypełniają zagłębienie powstałe w wyniku ruchów tektonicznych. Największym pod względem powierzchni i zasobów jest Morze Kaspijskie (jest to jezioro słone). Najniżej (około 400 m p.p.m.) położone jest lustro wody słonego Morza Martwego, najgłębiej – dno jeziora Bajkał (1642 m poniżej lustra wody i 1186,5 m p.p.m.), które jest również jeziorem gromadzącym najwięcej w świecie słodkiej wody – 23 tys. km³ (~20% zasobów światowych). Jednym z najwyżej położonych dużych jezior jest Titicaca w Andach (3812 m n.p.m.). Najliczniejsze są jeziora polodowcowe. Występują zarówno w górach, np. w Tatrach, jak i na nizinach, gdzie tworzą duże skupiska zwane pojezierzami.
Jeziora są krótkotrwałym (w skali geologicznej) elementem krajobrazu, tylko nieliczne głębokie jeziora sięgają swym wiekiem trzeciorzędu (Bajkał – 20-30 mln lat). W klimacie suchym jeziora wysychają, a w klimacie wilgotnym ulegają zasypywaniu i zarastaniu roślinnością wodną, przekształcając się w bagna.
Bagna i jeziora są naturalnymi zbiornikami wodnymi gromadzącymi wody wtedy, gdy jest ich nadmiar, i oddającymi je w okresach bezopadowych. Regulują więc przepływ rzek i wyrównują go w czasie. Zapobiegają ponadto powodziom i nadmiernemu obniżeniu stanu wód w okresach suszy, co podnosi znaczenie rzek z nich wypływających. Duża powierzchnia wodna sprawia, że klimat pojezierzy jest wilgotniejszy niż na obszarach z nim sąsiadujących. Tworzą one swoiste ekosystemy z bogatą florą i fauną wodną.

## Strefy jezior

strefy jeziora: A) strefa przybrzeżna, G) strefa pelagiczna, H) strefa profundalna, I, J) strefa denna

Warunki ekologiczne panujące w jeziorach są bardzo zróżnicowane, co związane jest z istnieniem charakterystycznych stref i warstw w obrębie jeziora. Wyróżniamy:
- strefę litoralną – jest to strefa wody płytkiej, prześwietlonej do samego dna; litoral, zwłaszcza w jego płytkiej części, jest najbardziej zmienny ze środowisk jeziornych. Płytsza część litoralu podlega również bezpośrednim wpływom lądu.
- strefę pelagiczną, zwaną też strefą nerytyczną – strefa wody otwartej, niestykającej się ani z brzegami, ani z dnem zbiornika.
- strefę profundalną – strefa wody głębokiej, stykającej się z dnem i znajdującej poza zasięgiem promieniowania słonecznego, w związku z dużym nagromadzeniem szczątków organicznych poddana wahaniom stężenia tlenu, a nawet okresowym i krótkotrwałym całkowitym deficytom tlenowym.
- strefę denną (bental) – strefa obejmująca warstwę osadów i mułów wyściełających dno jeziora.

## Znaczenie gospodarcze
Jeziora mają również znaczenie gospodarcze – stanowią obszary rekreacyjno-sportowe, są wodnymi drogami komunikacyjnymi, łatwo dostępnym źródłem wody, np. dla przemysłu. Ich wody o bogatym życiu organicznym są źródłem żywności. Ze względów zwyczajowych jeziorami nazywa się potocznie również niektóre sztuczne zbiorniki wodne, nieraz nadawane są im adekwatne nazwy urzędowe (jak np. Jezioro Zegrzyńskie).

## Klasyfikacje jezior
Jeziora klasyfikuje się według sposobu powstania niecki, lub też według cech hydrologicznych, fizycznych, chemicznych i biologicznych. Oficjalnie nie stosuje się w klasyfikacji minimalnej powierzchni, chociaż często spotyka się zdanie, że jeziorem powinny być zbiorniki powyżej 1 hektara.
Jeziora mogą być odpływowe, przepływowe, bezodpływowe.
Badaniem jezior zajmuje się dział hydrologii i hydrobiologii – limnologia.

### Rodzaje jezior ze względu na pochodzenie
- meteorytowe (kosmiczne) – powstałe wskutek uderzeń meteorytów, np. Pingualuit w Quebecu w Kanadzie,
- tektoniczne (ryftowe) – wypełniają zagłębienia pochodzenia tektonicznego. Ich misy stanowią zapadnięte części skorupy ziemskiej w formie rowów lub rozległych zapadlisk, np. w rowie: Bajkał, Tanganika, Martwe, Malawi (Niasa); w płaskim zagłębieniu: Wiktorii, Ładoga, Górne,
- reliktowe – stanowią część dawnego morza, np. Kaspijskie, Aralskie, Ilmen,
- polodowcowe – wypełniają zagłębienia pozostawione przez lodowce,
  - rynnowe – w rynnach polodowcowych. Wąskie, długie, o stromych brzegach, głębokie, np. Gopło, Jeziorak, Hańcza,
  - morenowe – w zagłębieniach wśród wałów morenowych, np. Śniardwy, Mamry, charakteryzują się dużą powierzchnią, stosunkowo małą głębokością i urozmaiconą linią brzegową,
  - wytopiskowe (oczka) – z wytopienia bryły martwego lodu, np. Sasek Mały,
  - cyrkowe – w cyrkach (kotłach) lodowcowych, np. Czarny Staw, Morskie Oko,
- polodowcowe górskie:
  - cyrkowe,
  - morenowe,
- wulkaniczne:
  - kraterowe – w kraterach nieczynnych wulkanów,
  - zaporowe – odpływy zatamowane przez potoki lawy,
  - kalderowe – wypełniające kaldery nieczynnych wulkanów,
  - maary – zajmują zagłębienia w lejkowatych kraterach pozostałych po wulkanach eksplozywnych
- przybrzeżne – wskutek odcięcia zatoki przez narastającą mierzeję, Łebsko, Gardno, Resko Przymorskie,
  - liman – powstałe z zalanego, ujściowego odcinka głębokiej doliny rzecznej,
  - jezioro lagunowe – wskutek odcięcia części morza przez barierę,
- deltowe – wskutek nierównomiernej akumulacji w delcie rzeki, np. Druzno, Dąbie,
- wydmowe – wypełniają obniżenia między pagórkami wydmowymi,
- osuwiskowe – na skutek zatamowania biegu rzeki przez osuwisko, np. Sareskie (Tadżykistan), Duszatyńskie (Bieszczady),
- krasowe – w zagłębieniach krasowych, np. Jezioro Ochrydzkie (Półwysep Bałkański) oraz Firlej,
- starorzecza – wskutek odcięcia meandru rzeki, np. Jeziorko Czerniakowskie w Warszawie, Druzno,
- jezioro deflacyjne (eoliczne) – w wyniku wypełnienia utworzonego przez wiatr zagłębienia, np. jezioro Teke (Kazachstan),
- wytworzone przez ruchy masowe prowadzące do zatarasowania zagłębień terenowych przez osuwiska skalne,
- antropogeniczne – jeziora powstałe na skutek działalności ludzkiej,
  - zaporowe – utworzone poprzez przegrodzenie doliny rzecznej sztuczną zaporą,
  - organiczne- zbiorniki fitogeniczne i zoogeniczne. Pierwsze powstałe wśród torfowisk, usytuowane tam, gdzie jest ograniczony rozwój roślinności. Drugie zaś stanowią efekt działalności zwierząt, zwłaszcza bobrów, i w tym przypadku mają charakter zbiorników zaporowych. Jeziora tego typu są płytkie, małe i posiadają zabagnione brzegi (Borowiak 1993),
  - powstałe wskutek próby jądrowej – takim zbiornikiem jest jezioro Szagan (Kazachstan).

### Rodzaje jezior ze względu na częstość cyrkulacji wody (typy miktyczne jezior)
| Nazwa                | Cyrkulacja wody                                         | Występowanie                           | Termika                                                |
| amiktyczne           | brak cyrkulacji                                         | strefa polarna                         | zbiorniki przez cały rok pokryte warstwą lodu          |
| monomiktyczne zimne  | raz w roku pełna cyrkulacja                             | strefa polarna i obszary wysokogórskie | temperatura wody zawsze poniżej 4 °C                   |
| dimiktyczne          | dwa razy w roku                                         | strefa umiarkowana                     | temperatura wody latem powyżej 4 °C, zimą poniżej 4 °C |
| monomiktyczne ciepłe | raz w roku                                              | strefa równikowa i międzyzwrotnikowa   | temperatura wody zawsze powyżej 4 °C                   |
| oligomiktyczne       | słaba (głównie górnych warstw)                          | strefa przyrównikowa                   | ciepła woda w całym przekroju zbiornika                |
| polimiktyczne        | częsta (nawet codzienna)                                | różne strefy – jeziora płytkie         | prawie jednakowa temperatura w całym przekroju jeziora |
| meromiktyczne        | częściowe, tylko górna strefa lub też raz na kilka lat) | różne strefy – jeziora głębokie        | gradient temperatury w przekroju jeziora               |

### Termiczna klasyfikacja jezior
- jeziora polarne – mają stale odwrócone uwarstwienie termiczne wody. Maksymalna temperatura wody nie przekracza +4 °C
- jeziora umiarkowane – mają najbardziej rozwinięty cykl termiczny: w lecie cechuje je uwarstwienie proste, natomiast zimą odwrócone, wiosną i jesienią stan homotermii
- jeziora subtropikalne – nie mają uwarstwienia odwróconego, cały rok występują w nich proste uwarstwienia. Charakterystyczną cechą tego uwarstwienia jest duża różnica temperatury pomiędzy wodą powierzchniową a denną, która jest zbliżona do +4 °C
- jeziora tropikalne – cechuje je tylko uwarstwienie proste i małe różnice pomiędzy temperaturą epilimionu i hypolimnionu, którego wody są cieplejsze niż w subtropikalnych jeziorach.

### Rodzaje jezior ze względu natrofię
- jezioro dystroficzne (zobacz też jezioro humotroficzne)
- jezioro eutroficzne
- jezioro hypertroficzne
- jezioro mezotroficzne
- jezioro oligotroficzne (zobacz też jezioro lobeliowe)
- jezioro saprotroficzne

## Rozkład geograficzny jezior
Według szacunków zespołu Larsa Tranvika na Ziemi znajduje się około 117 milionów jezior o powierzchni nie mniejszej niż 0,2 hektara. Większość z nich znajduje się w pasie borealno-arktycznym (45°–75°N). Zasadniczo liczba i wielkość jezior spada wraz z wysokością nad poziomem morza.